# 山段芳春
山段 芳春（さんだん よしはる、1930年7月8日 - 1999年3月19日）は、京都自治経済協議会理事長、キョウト・ファンド会長、京都信用金庫職員会議常任顧問を務め、京都の政財界に絶大な影響力を持ち、「京都のフィクサー」と呼ばれた。

## 人物・来歴
京都府福知山市猪崎出身。生家は裕福な旧家であったが、小学4年生のときに父を亡くす。以来、母が駄菓子屋を始め、山段と姉一人妹二人を養った。
小学校卒業後、川西航空機の技術養成所で飛行機の計器製造法などを身に着けた。
1947年に京都に出る。京都府警の警官となり西陣警察署に配属。金閣寺派出所詰を経て、東舞鶴に転勤。ソ連からの引揚者の思想調査を担当した。朝鮮戦争の前年にあたる1949年、京都に戻って府の渉外課に席を置き、進駐軍の施設警備にあたり、通訳だった後に東映プロデューサーとなる俊藤浩滋と知り合い、娘の藤純子（富司純子）との交友につながる。時代が下り、接収が解除されてからは、共産党を中心とする左翼や非合法活動に対する情報分析の任に就いた。
府警を退職後、元府警本部長の秘書に転じ、1957年に河原町や寺町、新京極を中心とした商店主たちの税金対策・労務管理の相談所的性格をもつ「京都自治経済協議会」の前身となる「京都商業経済協議会」を設立（1971年秋に京都自治経済協議会に改称）。同会は、府警や検察、京都市OBで組織する星峰会を中核に、三樹、心和の3部会を置き、主に京都信用金庫（京信）や京都銀行（京銀）の融資先企業の経営者ならびにその幹部社員を会員として、山段の講話のほか外部講師が時事問題を話す例会のほか、ゴルフコンペや研修旅行を開催。山段は同協議会を足場に山段人脈を形成していく。
1970年頃、京信で大蔵省からの天下りの理事長と創業家の跡取りである榊田喜四夫副理事長との間で人事抗争が勃発。山段が紛争解決に奔走し、当時、大蔵大臣であった福田赳夫などと話をつけ、榊田は理事長に昇格した。この一件を機に、山段は京信に深く関わるようになり、榊田からの後押しを受け、京信が融資した先の担保物権に火災保険を付与してその財産価値を守るための損害保険代理業である「キョート・ファンド」を設立。同社は保険代理業が表向きであったが、山段は、金融機関の経験だけでは解決できない問題を解決し、行政や地域の住民組織と連携を深めるシンクタンク機能を付け加える。また労働組合に代わる組織として「京都信用金庫職員会議」を結成。常任顧問におさまる。
1973年、京銀の支店で導入預金事件が発覚。府警捜査二課と下鴨署が捜査に乗り出す。この際、山段は勝手知ったる警察の意向を先読みしながら京銀に対応の仕方の知恵を貸し、過不足ない情報提供と捜査協力を指導。支店長は逮捕され事件は解決に向かう。この事件後、京銀の幹部は山段に傾倒し、事件で山段と関わりを持ったものは、こぞって、京都自治経済協議会のメンバーとなった。
京都新聞（京新）グループの近畿放送（KBS京都）が1982年に増資するに当たって、山段が京信と京銀に協力を要請。双方は求めに応じ、資本参加するとともにトップが役員に就任した。1983年にオーナー社長の白石英司が急死すると、KBS京都に多額の簿外債務があることが判明した。専務から後継社長に就いた内田和隆は、白石の側近であった自身が問題を解決にあたるにふさわしく、また白石未亡人や京新に対して今後の発言力を強めるためにそれが最良と考え、当初は山段を頼りにしていた。だが、山段は親会社である京新にも責任の一端があるから力を借りるべきだと主張。またKBS京都の副社長も山段の意見を支持し、さらに、京新は簿外債務の責任を認めず、挙げ句、内田に解任要求を突きつける騒動に発展した。
思い余った内田は許永中に応援を求め、なかでも、山段をとりわけ邪魔に感じて「何とかしてほしい」と頼んだ。この後、山段と許は直接会談を持ち、緊迫した局面もあったが、山段、許、内田の三者は協力関係を築くことで一致。山段は人的・資本的により深くKBS京都に深く関与していく。1989年、山段と京銀頭取はKBS京都社長に福本邦雄を招き、それに竹下登の女婿・内藤武宣も従い常務社長室長に就任した。福本は山段の、KBS京都を正常化したら京都新聞に合併させるとの構想に沿って動き出す。だが内田KBS前社長がイトマン事件に絡んで、ダイエーファイナンスから受けた融資の担保に社屋や放送機材が設定されていたことが判明。福本は放送免許返上も辞さない構えを見せるが、労組の猛反発を呼んだのみならず「京都唯一の民間放送局を守ろう」との掛け声の下、リスナーやパーソナリティも参加しての広範な抗議運動にまで発展することとなった。結局、1991年6月にイトマン事件でKBS京都が強制捜査を受けた後の株主総会で福本は社長を辞任。KBS京都もこれら事件の影響により、1994年9月に経営破綻した。
KBS京都で騒動が持ち上がった頃、京銀株は仕手戦の標的とされ、ノンバンクのアイチに買い占められていることが判る。焦る京銀は山段になんとかならないだろうかと助けを求めた。相談を受け、山段はアイチを相手に交渉ができる者は許ぐらいしかいないと判断。許に株の買い戻しを依願した。また買い戻しに当たっては、巨額の資金が必要となるが、銀行がこの種の資金を用意することも許に融資することもできないため、京信系列のノンバンクであるキョート・ファイナンスが京銀の代わりに融資した。これをきっかけに山段は許に借りが出来、また、貸した金を回収するため、許のほかのプロジェクトを応援せざるを得なくなった。他方、許も山段にいつまでも迷惑をかけるわけにはいかないとして、金儲けに奔走するが、バブル景気もすでにピークアウト化していたため、許はイトマンとの深みに嵌っていく。そして、イトマン事件の発覚で、キョート・ファイナンスの大口貸出先や不良債権の情況が怪文書としてばら撒かれるに及んで、同社に融資していた金融機関は相次いで手を引き、山段は決定的な痛手を受けた。
山段は歴代京都市長の誕生にも多大な影響力を行使したほか、野中広務が1983年の衆議院旧京都2区補欠選挙に打って出る際には、後援会長の人選に尽力。中央政界への進出が遅れた野中を気遣い、福本に支援を要請した。
労働組合の幹部や部落解放同盟の朝田善之助とも親交を結び、1997年に同京都府連合会委員長の駒井昭雄が時限立法であった地域改善対策特定事業財政特別措置法の期限延長のため奔走している折には、山段が竹下の弟で秘書だった竹下亘を京都に招き、事前協議を持った上で登に陳情した形にして期限延長を図ることに協力した。このほか、芸能人の世話も焼き、進駐軍キャンプ時代に親しくなった俊藤浩滋を通じ、鶴田浩二や高倉健、菅原文太、松方弘樹などとも親交を深めた。また俊藤の娘の富司純子と懇意であることは、言を俟たないが、これは女優としてではなく、彼女が京都女子高校に入学する際に保証人を務めたことに由縁し、富司は京都で助力が必要な際には、山段のもとを訪れた。また中京区社会福祉協議会会長も務めるなど社会福祉活動にも尽力した。
イトマン事件の発覚後、山段はお金を自由に動かせなくなり、1996年4月には当時の京信理事長と意見が対立。翌年の初頭には職員会議も解散となり、京信との関係も途絶える。1999年3月、山段が府警の内部情報を提供してもらう見返りに、1996年から翌年にかけて数回に渡り、五条署の警部補に物品を提供した贈賄の容疑で逮捕状が出るが、1999年3月19日、入院先の病院で死去した。68歳没。同年6月、京都地検は書類送検されていた山段を不起訴処分とした。